# Vic Damone
Vic Damone, ursprungligen Vito Rocco Farinola, född 12 juni 1928 i Brooklyn i New York, död 11 februari 2018 i Miami Beach i Florida, var en amerikansk sångare.
Efter att ha fått delad förstaplats i en talangtävling 1945 blev han en populär nattklubbs-, TV- och skivartist. 
Han medverkade i en rad romantiska filmer under 1950- och 1960-talen, bland annat i Under Bagdads måne (1955). Hans inspelning av On the Street Where You Live från My Fair Lady låg etta på de amerikanska hitlistorna 1958.

## Privatliv
Damone var gift första gången 1954–1958 med skådespelaren Pier Angeli, andra gången 1963–1971 med Judith Rawlins, tredje gången 1974–1982 med underhållaren Becky Ann Jones, fjärde gången 1987–1996 med skådespelaren Diahann Carroll och slutligen femte gången från 1998 med modedesignern och filantropen Rena Rowan-Damone. Han har en son i första äktenskapet och tre döttrar från det andra.

## Diskografi
- Vic Damone (1950)
- Christmas Favorites (1950)
- Rich, Young and Pretty (1951) (soundtrack)
- April In Paris (1952)
- Vocals By Vic (1952)
- Take Me In Your Arms (1952)
- Deep In My Heart (1955) (soundtrack)
- Voice Of Vic Damone (1956)
- That Towering Feeling! (1956)
- Stingiest Man In Town (1956) (soundtrack)
- Affair To Remember (1957)
- Yours For A Song (1957)
- Gift Of Love (1958) (soundtrack)
- This Game Of Love (1959)
- Closer Than A Kiss (1959)
- Angela Mia (1959)
- On The Swingin' Side (1961)
- Lively Ones (1962)
- Strange Enchantment (1962)
- Linger Awhile With Vic Damone (1962)
- My Baby Loves To Swing (1963)
- Liveliest (1963)
- On The Street Where You Live (1964)
- You Were Only Fooling (1965)
- Arriverderci Baby (1966) (soundtrack)
- Why Can't I Walk Away (1968)
- Stay With Me (1976)
- Young And Lively (1980)
- Make Someone Happy (1981)
- Christmas With Vic Damone (1984)
- Damone Type Of Thin (1984)
- On The South Side Of Chicago (1984)
- Eternally (1989)
- Let's Face The Music And Sing (1991)
- Glory Of Love (1992)
- Feelings (1993)
- On The Street (1995)